# Alchorneopsis floribunda
Alchorneopsis floribunda är en törelväxtart som först beskrevs av George Bentham, och fick sitt nu gällande namn av Johannes Müller Argoviensis. Alchorneopsis floribunda ingår i släktet Alchorneopsis och familjen törelväxter. Inga underarter finns listade i Catalogue of Life.